# Garotos do Samba
Garotos do Samba é uma escola de samba do carnaval de Uberlândia. É conhecida pelo apelido de "Loba". Já foi 14 vezes campeã do Carnaval.

## História
Sediada no Bairro Martins, onde foi fundada na década de 1950 com o nome de Pavão Dourado. Após a defesa do enredo "Garotos do Bairro da cidade Industrial", mudou seu nome para o atual, na década de 1980. Foi tricampeã consecutiva entre 1997 e 1999.
Desfilou em 2006 com o enredo "Aquarela Brasileira"
Em 2010, contou em seu desfile a história do Carnaval de Olinda, tendo Pedro Barbosa como carnavalesco.
Em 2011, foi a terceira colocada com 208,8 pontos.

## Carnavais
| Ano  | Colocação       | Enredo | Carnavalesco                         | Intérprete              | Ref   |
| ---- | --------------- | --- | ------------------------------------ | ----------------------- | ----- |
| 2009 | 4º lugar        | "Boca que Não Merece um Beijo" (Samba-enredo composto por Milton Du Bode)                                                                   |                                      | Jader Roberto           |       |
| 2010 | Vice-campeã     | "Olinda Quero te Ver na Minha Loba Linda" (Samba-enredo composto por Bruno Loba Music)                                                      |                                      | Jader Roberto           | [ 2 ] |
| 2011 | 3º lugar        | "Rufam os Tambores a Deusas e Rainhas Africanas" (Samba-enredo composto por Bruno Loba Music)                                               |                                      | Jader Roberto           | [ 5 ] |
| 2012 | 3º lugar        | "Baile de Máscaras: Na Loba eu Sou Comunidade, Sou Felicidade, Sou Puro Amor" (Samba-enredo composto por Bruno Loba Music)                  |                                      | Jader Roberto           |       |
| 2013 | 3º lugar        | "O Conto de um conto encantado num universo infantil" (Samba-enredo composto por Bruno Loba Music, Deleco do Cavaco e Tilica)               |                                      | Jader Roberto           |       |
| 2014 | Vice-campeã     | "Tribos Brasil – Sou índio, Sou Brasil" (Samba-enredo composto por Bruno Loba Music)                                                        | Marco Aurélio Eustáquio              | Jader Roberto           |       |
| 2015 | 3° lugar        | "Africanidade - Somos todos Zumbi" (Samba-enredo composto por Bruno Loba Music)                                                             | Pedro Barbosa                        | Jader Roberto           |       |
| 2016 | Vice-campeã     | "Jogos que encantam e fascinam" (Samba-enredo composto por Gilmar Batista)                                                                  | Maycon Ferreira e Fransergio Adrian  | Arthur Alquieres Teles  |       |
| 2017 | Não desfilou    | "A história das congadas" (Samba-enredo composto por Johnny de Moura, Bruno Loba Music e Marcelo Gonçaves)                                  | Maycon Ferreira e Fransergio Adrian  |                         |       |
| 2023 | Desclassificada | "A chama que nunca se apaga" (Samba-enredo composto por Johnny de Moura, Noca Neto e Bruno Loba Music)                                      | Fransérgio Adrian e Rodrigo Oliveira | Nino-SP e Jader Roberto |       |
| 2024 |                 | "Pelas águas do Nordeste, a Loba é cabra da peste" (Samba-enredo composto por Johnny de Moura, Noca Neto, Bruno Loba Music e Eriko D'Jorge) | Fransérgio Adrian                    | Jader Roberto           |       |